# Вулиця Ігоря Білозіра
Ву́лиця Ігоря Білозіра — вулиця в Галицькому районі міста Львова. Сполучає вулицю Івана Франка з проспектом Шевченка та вулицею Князя Романа. Прилучається вулиця Ярослава Стецька.

## Історія
Вулиця утворилася під час «глобального» впорядкування Львова на початку «ери» місцевого самоврядування. Парцеляція та розпродаж колишніх земель пана Крижанівського (за записами Львівського магістрату 1875 року він був власником цих земель, до складу яких входила і територія нинішньої вулиці Ігоря Білозіра) була завершена у 1910 році. Вулиця сформувалася на рівній території з чітко промальованою регуляційною лінією. У 1913 році вулиця була названа на честь польського історика, публіциста та письменника Владислава Лозинського. Тоді то була просто вузька стежка для піших прогулянок, що сполучала вулиці Академічну, Баторія та Кохановського між собою.
На початку німецької окупації Львова, у вересні 1941 року була перейменована на Тюльпенштрассе, а у липні 1944 року їй була повернена довоєнна назва. У грудні 1944 року вулицю перейменовано на Герцена, на честь російського публіциста Олександра Герцена.
Вулиця Герцена входила до переліку з 53-х вулиць Львівської МТГ, які під час процесу дерусифікації заплановано перейменувати. В онлайн-голосуванні, яке тривало з 8 по 21 червня 2022 року на сайті Львівської міської ради, найбільше респондентів проголосувало за пропозицію перейменування вулиці на пошану Левка Лук'яненка — українського політичного та громадського діяча, учасника національного визвольного руху. Втім, рішенням Львівської міської ради від 18 серпня 2022 року вулицю було перейменовано на пошану українського композитора, лідера ВІА «Ватра» Ігоря Білозіра.

## Забудова
Вулиця Ігоря Білозіра забудована переважно чиншовими кам'яницями у стилі еклектики та модерну, а також присутні історизм, конструктивізм. Більшість будинків внесена до Реєстру пам'яток архітектури місцевого значення.

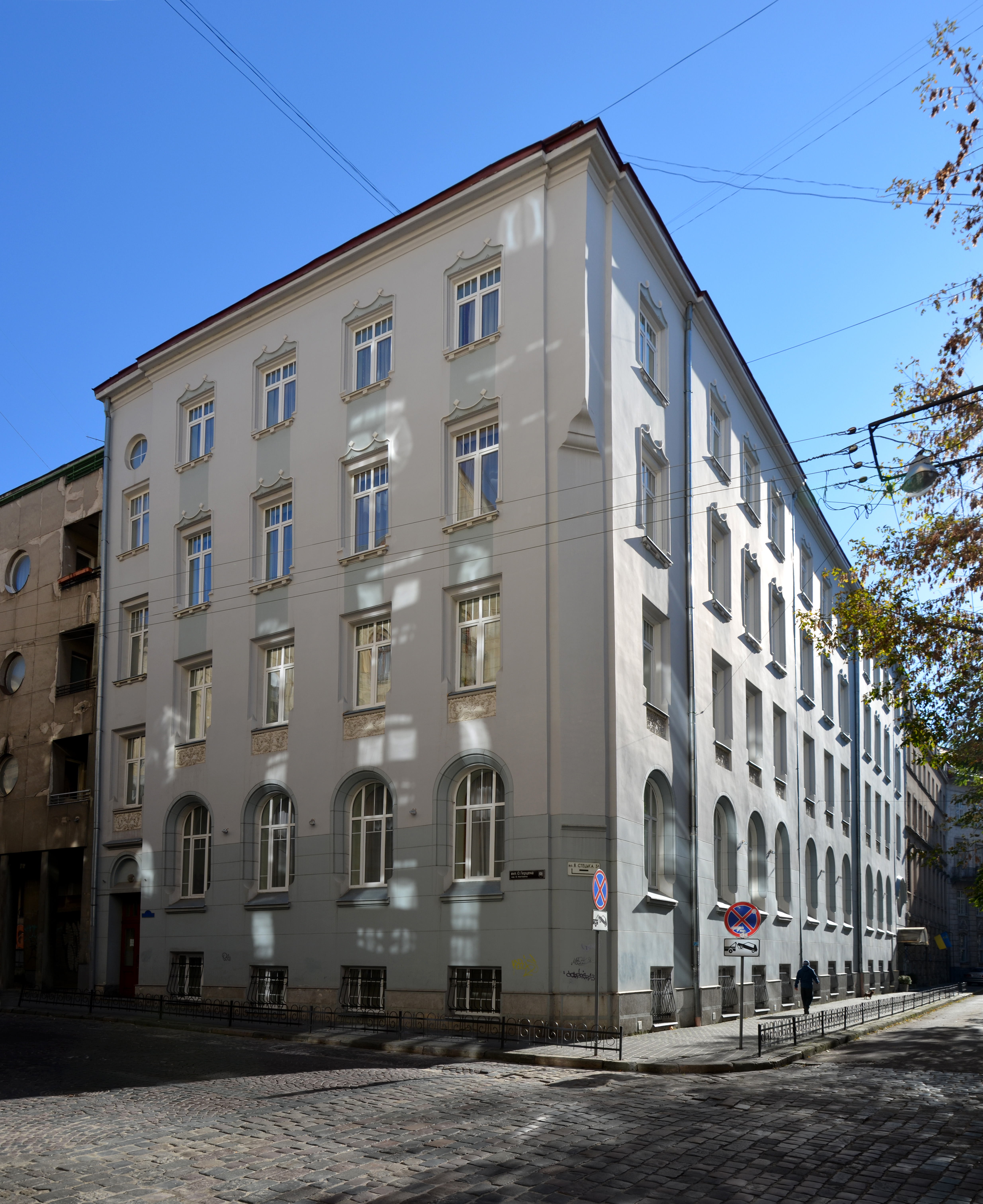
Колишній польський академічний дім «Лозинець»

Номерна табличка з буд. № 10 по вулиці Владислава Лозінського

№ 4 — за Польщі у цьому будинку містилося ательє дамських капелюшків пані Чапліцької.
№ 5 — чотириповерховий житловий будинок зведений у 1938—1939 роках за проєктом архітектора Фердинанда Касслера для Владислава Лянґа. У дизайні застосована уся палітра прийомів тогочасної європейської архітектури: стрічкові вікна, вікна-ілюмінатори та інші елементи перегукуються із архітектурними постулатами Ле Корбюзьє. Будинок внесений до Реєстру пам'яток архітектури місцевого значення під охоронним № 2078-м. У 2021 році в межах програми «100 років модернізму у Львові» Бюро спадщини ознакувало будинок інформаційною табличкою.
№ 6 — чотириповерхова чиншова кам'яниця споруджена 1911 року за проєктом львівського архітектора Івана Багенського за участі будівничого Войцеха Дембінського для Ф. Костюка у стилі пізнього модерну з використанням форм готики. В будинку зберігся вітраж сходової шахти «Карпатський пейзаж» початку XX століття. У 1910-х роках цю адресу мала приватна музична школа Л. Святковської та Ф. Щепановської. Будинок внесений до Реєстру пам'яток архітектури місцевого значення під охоронним № 732-м.
№ 7 — будівля колишнього польського академічного дому «Лозинець», яка розташована на розі сучасних вулиць Білозіра та Стецька, споруджена у 1906 році за проєктом архітектора Альфреда Захаревича у закопанському стилі. У цьому будинку польське студентство розпочало свою мобілізацію для оборони Львова — звідси, 31 жовтня 1918 року, вийшов перший підрозділ оборонців Львова під командуванням підхорунжого Анджея Баттаглії, студента університету, який загинув при обороні Львова. Про ці події сповіщала пропам'ятна таблиця з текстом: «AKADEMICY — OBROŃCY LWOWA. 1918—1928». До наших часів не збереглася. У міжвоєнний період одне з приміщень польського Академічного дому «Лозинець» було головним осідком Академічної читальні — першого польського студентського наукового товариства, заснованого 1867 року у Львові. Нині в будинку міститься гуртожиток № 1 Львівського національного університету імені Івана Франка.
№ 9 — житлова кам'яниця. Внесена до Реєстру пам'яток архітектури місцевого значення під охоронним № 1586-м.
№ 10 — будинок було розбомблено під час другої світової війни. На його місці у 2008—2012 роках був споруджений готельний комплекс «Нобіліс», який займає місце буд. № 7 по вул. Фредра та розташованого за ним, на паралельній вулиці, буд. № 10 по вул. Білозіра.